# Reform the Armed Forces Movement
De Reform the Armed Forces Movement, vanaf 1990  de Rebolusyonaryong Alyansang Makabansa (RAM) was een beweging bestaande uit jonge officieren binnen het Filipijnse leger. De beweging werd opgericht na de moord op oppositieleider Benigno Aquino jr. in 1983 en had tot doel om de Filipijnse strijdkrachten weer professioneel te maken. 

## Geschiedenis
RAM werd in 1983 opgericht en stond onder leiding van Gregorio Honasan. De beweging had tot doel om het Filipijnse leger te professionaliseren. In 1985 protesteerde de RAM-officieren voor het eerst openlijk tegen de in hun ogen onterechte promotie van sommige officieren, wegens goede banden met president Ferdinand Marcos of diens vertrouweling generaal Fabian Ver. 
Na de presidentsverkiezingen van 1986 leidde een vroegtijdig ontdekte couppoging door RAM in samenwerking met minister van defensie Juan Ponce Enrile uiteindelijk tot de EDSA-revolutie, die een einde maakte aan het bewind van Marcos. De RAM-officieren hadden na de val van Marcos de hoop dat onder diens opvolger Corazon Aquino het leger zou hervormen en dat de politieke invloed op de strijdkrachten zou verminderen. Nadat Aquino echter linkse mensenrechtenactivisten in haar kabinet benoemde en communistische politieke gevangenen zoals Jose Maria Sison en Bernabe Buscayno vrijliet, vervloog die hoop. De beweging leidde daarna een tweetal bloedige couppogingen tegen het bewind van Aquino.
Op 28 augustus 1987 leidde Honasan een aanval van 1200 soldaten op het Malacañang Palace. De couppoging werd echter door het Filipijnse leger onder leiding van Fidel Ramos neergeslagen. Bij de coup kwamen 53 mensen om het leven. Honasan werd gevangengenomen, maar ontsnapte later weer. In december 1988 volgde een nieuwe poging onder leiding van andere RAM-officieren. Op diverse plekken werden militaire bolwerken aangevallen en het presidentieel paleis werd gebombardeerd. Na acht dagen wisten de regeringstroepen met steun van de Amerikanen de rebellen te verslaan. Bij deze couppoging kwamen bijna 100 mensen om het leven en raakten er meer dan 600 gewond.
In 1990 sneed de RAM haar banden met de SFP (Soldiers of the Filipino People) door en werd de naam van de beweging veranderd in Rebolusyonaryong Alyansang Makabansa (Revolutionaire Nationalistische Alliantie). De jaren erna werden geen couppogingen meer gelanceerd. Sommige leden van de beweging namen nog wel deel aan demonstraties, maar in de praktijk werd de RAM geneutraliseerd ten tijde van Aquino's opvolgers Ramos en Joseph Estrada.

## Bron
- Artemio R. Guillermo, Historical dictionary of the Philippines, 3e editie, The Scarecrow Press, Inc. (2012)
- Sonny Melencio, The February "Coup d’Etat" and the Left’s alliance with the Military, socialisworld.net (30 oktober 2006)